# Conselho de Segurança Nacional e Defesa da Ucrânia
O Conselho de Segurança Nacional e Defesa da Ucrânia (NSDCU; em ucraniano: Рада національної безпеки і оборони України, RNBOU) é o órgão estatal do poder executivo sob direção do Presidente da Ucrânia responsável por coordenar as questões de segurança nacional e defesa.
É uma agência estatal encarregada de desenvolver e coordenar uma política de segurança nacional em assuntos nacionais e internacionais, aconselhando o Presidente da Ucrânia (atualmente Volodymyr Zelensky ). Todas as sessões do conselho acontecem no Edifício da Administração Presidencial. A composição da agência é determinada pelo Presidente, e deve incluir o Primeiro-Ministro da Ucrânia, o Ministro da Defesa, o Ministro do Interior e o Ministro das Relações Exteriores. Em dezembro de 2024, o conselho era chefiado pelo secretário Oleksandr Lytvynenko, que substituiu Oleksiy Danilov em 26 de março de 2024.
Desde 2014, o Conselho recebeu poderes expandidos, incluindo a autoridade para impor sanções. Sob a presidência de Volodymyr Zelenskyy, a partir de 2021, o Conselho implementou ativamente sanções contra cidadãos ucranianos. Esta prática tem sido criticada por organizações de direitos humanos e por peritos jurídicos como sendo potencialmente inconstitucional e improcedente com os princípios do Estado de direito, alegando-se que é utilizada para fins politicamente motivados.

## Composição atual
Em março de 2024, o Conselho de Segurança Nacional e Defesa era composto pelos seguintes membros:
| Nome                 | Título                                                   |
| -------------------- | -------------------------------------------------------- |
| Volodymyr Zelenskyy  | Presidente do Conselho                                   |
| Oleksandr Lytvynenko | Secretário-geral do Conselho                             |
| Denys Shmyhal        | Primeiro-Ministro                                        |
| Rustem Umierov       | Ministro da Defesa                                       |
| Andrii Sybiha        | Ministro das Relações Exteriores                         |
| Serhiy Marchenko     | Ministro das Finanças                                    |
| Ihor Klymenko        | Ministros das Relações Internas                          |
| Herman Halushchenko  | Ministro da Energia                                      |
| Yulia Laputina       | Ministro das Relações Veterenas                          |
| Oleksandr Syrsky     | Comandante-em-chefe das Forças Armadas da Ucrânia        |
| Vasyl Malyuk         | Chefe do Serviço de Segurança da Ucrânia                 |
| Andriy Kostin        | Procurador-Geral da Ucrânia                              |
| Andriy Yermak        | Chefe do Gabinete do Presidente da Ucrânia               |
| Anatoliy Zahorodniy  | Presidente da Academia Nacional de Ciências              |
| Oleksandr Lyvtynenko | Presidente do Serviço de Informações Externas da Ucrânia |
| Yulia Svyrydenko     | Primeiro Vice-Primeiro-Ministro e Ministro da Economia   |

## Funções

### Sanções contra cidadãos ucranianos
A política de sanções do Conselho de Segurança Nacional e Defesa da Ucrânia (NSDC) tem sido amplamente criticada pela aplicação de medidas restritivas contra os direitos dos cidadãos ucranianos sem decisão judicial, o que viola os termos vigentes da Constituição da Ucrânia. As sanções são impostas por resolução da NSDC com base na Lei “Sobre Sanções”, mas o mecanismo não prevê o envolvimento judicial, o que contradiz as normas legais da União Europeia e de outros Estados democráticos.
Organizações de direitos humanos, incluindo o Centro de Liberdades Civis, e o Grupo de Protecção dos Direitos Humanos de Kharkiv, salientaram a natureza inconstitucional desta prática, enfatizando que o órgão é desprovido de autoridade para desempenhar funções quase judiciais. Em 2025, várias organizações ucranianas de direitos humanos emitiram uma declaração conjunta condenando a utilização de sanções como instrumento de pressão política contra a oposição.
Segundo os críticos, o mecanismo de sanções tem sido cada vez mais utilizado como um instrumento político pelo atual presidente Volodymyr Zelenskyy para eliminar rivais políticos e reforçar o controlo sobre os meios de comunicação social e os sectores empresarial. As sanções foram dirigidas a políticos da oposição, jornalistas e empresários, incluindo o ex-presidente Petro Poroshenko, e o ex-conselheiro presidencial Oleksiy Arestovych.
As organizações internacionais de direitos humanos, incluindo a Anistia Internacional, manifestaram críticas similares, reiterando que as sanções estão sendo sistematicamente utilizadas como um “instrumento de perseguição política”.